# Нибло, Фред
Фред Нибло (англ. Fred Niblo, при рождении Фредерик Лидтке (англ. Frederick Liedtke); 6 января 1874, Йорк, Небраска, США — 11 ноября 1948, Новый Орлеан, США) — американский актёр и режиссёр.
В 1927 году стал одним из 36 членов-основателей Академии кинематографических искусств и наук.
За вклад в киноиндустрию удостоен звезды на голливудской «Аллее славы».

## Биография
В 1901 году Фред Нибло женился на Жозефине Кохан, старшей сестре знаменитого музыканта Джорджа М. Кохана, которая умерла в 1916 году. В 1918 году женился второй раз, супругой стала австралийская театральная актриса Энид Беннетт. От этого брака, который продлился до смерти Нибло, родилось трое детей.
В 1916 году состоялся дебют Фреда Нибло в кино: он появился в качестве актёра в нескольких австралийских фильмах. В качестве продюсера и режиссёра работал с Томасом Инсом. Звездой многих из этих фильмов была его вторая жена, австралийская актриса Энид Беннетт.
С 1918 по 1921 год Нибло снимал для студии Paramount Pictures, которую затем оставил, чтобы перейти в Metro-Goldwyn-Mayer, где он работал с 1923 по 1931 год.
Умер 11 ноября 1948 года в Новом Орлеане. Был похоронен в Лос-Анджелесе на кладбище Forest Lawn Memorial Park.

## Фильмография (режиссёр)
- 1920 — Секс
- 1920 — Знак Зорро
- 1921 — Три мушкетёра
- 1922 — Кровь и песок
- 1925 — Бен-Гур: история Христа
- 1926 — Соблазнительница
- 1927 — Дьявольская танцовщица
- 1928 — Таинственная леди

## Фильмография (актёр)
- 1916 — Get-Rich-Quick Wallingford
- 1923 — Души на продажу — камео
- 1926 — Кровь и песок
- 1940 — Эллери Куин, мастерский детектив / Ellery Queen, Master Detective
- 1942 — Однажды в медовый месяц / Once Upon a Honeymoon